# محمد شهباز
محمد شهباز (انگلیسی: Muhammad Shahbaz؛ زادهٔ ۱ دسامبر ۱۹۷۲) بازیکن هاکی روی چمن اهل پاکستان است.